# هيساشي يامادا
هيساشي يامادا (باليابانية: 山田久志؛ بالكانا: やまだ ひさし) هو لاعب كرة قاعدة ياباني، ولد في 29 يوليو 1948 في نوشيرو في اليابان.

## روابط خارجية
- هيساشي يامادا على موقع الدوري الياباني لكرة القاعدة (الإنجليزية)
- هيساشي يامادا على موقعبيزبول رفرنس.كوم (الدوري الثانوي) (الإنجليزية)